# Loewimyia bifurcata
Loewimyia bifurcata är en tvåvingeart som beskrevs av Curtis W. Sabrosky 1943. Loewimyia bifurcata ingår i släktet Loewimyia och familjen smalvingeflugor. Inga underarter finns listade i Catalogue of Life.